# Rhodell
Rhodell és una població dels Estats Units a l'estat de Virgínia de l'Oest. Segons el cens del 2000 tenia 234 habitants.

## Demografia
Segons el cens del 2000, Rhodell tenia 234 habitants, 93 habitatges, i 66 famílies. La densitat de població era de 291,4 habitants per km².
Dels 93 habitatges en un 29% hi vivien nens de menys de 18 anys, en un 58,1% hi vivien parelles casades, en un 8,6% dones solteres, i en un 29% no eren unitats familiars. En el 26,9% dels habitatges hi vivien persones soles el 12,9% de les quals corresponia a persones de 65 anys o més que vivien soles. El nombre mitjà de persones vivint en cada habitatge era de 2,52 i el nombre mitjà de persones que vivien en cada família era de 3,02.
Per edats la població es repartia de la següent manera: un 28,2% tenia menys de 18 anys, un 6,8% entre 18 i 24, un 31,2% entre 25 i 44, un 23,5% de 45 a 60 i un 10,3% 65 anys o més.
L'edat mediana era de 32 anys. Per cada 100 dones de 18 o més anys hi havia 88,8 homes.
La renda mediana per habitatge era de 17.143 $ i la renda mediana per família de 19.167 $. Els homes tenien una renda mediana de 17.750 $ mentre que les dones 18.750 $. La renda per capita de la població era de 7.582 $. Entorn del 34,5% de les famílies i el 40,7% de la població estaven per davall del llindar de pobresa.

## Poblacions més properes
El següent diagrama mostra les poblacions més properes.